# Mount Markab
Mount Markab är ett berg i Antarktis. Det ligger i Västantarktis. Argentina, Chile och Storbritannien gör anspråk på området. Toppen på Mount Markab är 763 meter över havet.
Terrängen runt Mount Markab är kuperad västerut, men österut är den platt. Trakten är obefolkad. Det finns inga samhällen i närheten.